# Segbroek
Segbroek è uno stadsdeel della città di L'Aia, nei Paesi Bassi.

## Quartieri nello stadsdeel di Segbroek
I quartieri nello stadsdeel di Segbroek sono 7:
- Regentessekwartier
- Valkenboskwartier
- Vruchtenbuurt
- Bomen en Bloemenbuurt
- Vogelwijk